# Weyer (Gochsheim)
Weyer ist ein Gemeindeteil der Gemeinde Gochsheim im unterfränkischen Landkreis Schweinfurt in Bayern.

## Geografische Lage
Das Kirchdorf liegt im Osten des Gochsheimer Gemeindegebiets. Von Osten her kommend verläuft im Norden die Bundesautobahn 70 am Ort vorbei. Die Anschlussstelle Schonungen liegt in der Gemarkung von Weyer. Weiter östlich fließt der Main zwischen den Gemarkungen von Gädheim im Landkreis Haßberge und Grettstadt-Untereuerheim. Die bebaute Fläche wird südlich von der Staatsstraße 2277 begrenzt, die unbebaute Gemarkung grenzt im Süden an die von Grettstadt. Der Westen wird von Gochsheim selbst eingenommen. 
Der Dettelbach fließt durch die Gemarkung in Richtung Main. Der Pfitschengraben entspringt nahe dem Dorf. Die Ortswüstung Bergheide mit dem gleichnamigen Burgstall liegt in der Gemarkung.

## Geschichte
Erstmals erwähnt wurde der Ort im Jahr 1174. Damals wurde es „Wiware“ genannt. Der Name wechselte im Laufe der Jahrhunderte, so tauchte das Dorf als „Wiere“, „Wiger“ und „Wyer“ neuerlich auf. Er leitet sich vom Wort Weiher bzw. Weier ab, das ein stehendes Gewässer beschreibt. Wahrscheinlich bezog sich der Name auf die geografischen Begebenheiten um die Siedlung, wo sich in der Vergangenheit mehrere Wasserstellen befanden.
Während des Mittelalters hatten mehrere Herren die Grundherrschaft über Weyer inne, vor allem die Grafen von Henneberg. Vielleicht waren auch die Herren von Bergheide dort begütert, deren Stammsitz sich in der Nähe des Ortes befand. Bis ins 14. Jahrhundert gelang es aber den Zisterziensermönchen von Kloster Ebrach Weyer mit allen Rechten in ihren Herrschaftsbereich zu integrieren. Da der Ort weiterhin zur fürstbischöflich-würzburgischen Zent Karlsberg gehörte, brachte man Verbrecher bis an die Grenze der Gemarkung.
Mit dem 18. Jahrhundert wertete man Weyer neuerlich auf. Der Ort wurde Sitz eines Klosteramtes und damit Verwaltungszentrum. Nach der Auflösung der Abtei im Zuge der Säkularisation zu Beginn des 19. Jahrhunderts fiel Weyer als kurpfalzbayerische Gemeinde an das Landgericht Schweinfurt. Ab 1818 gliederte man es dem Herrschaftsgericht der Herren von Thurn und Taxis in Sulzheim an, ehe es 1851 wiederum zu Schweinfurt kam. 1971 verlor Weyer seine Selbstständigkeit mit der Eingemeindung nach Gochsheim.

## Sehenswürdigkeiten

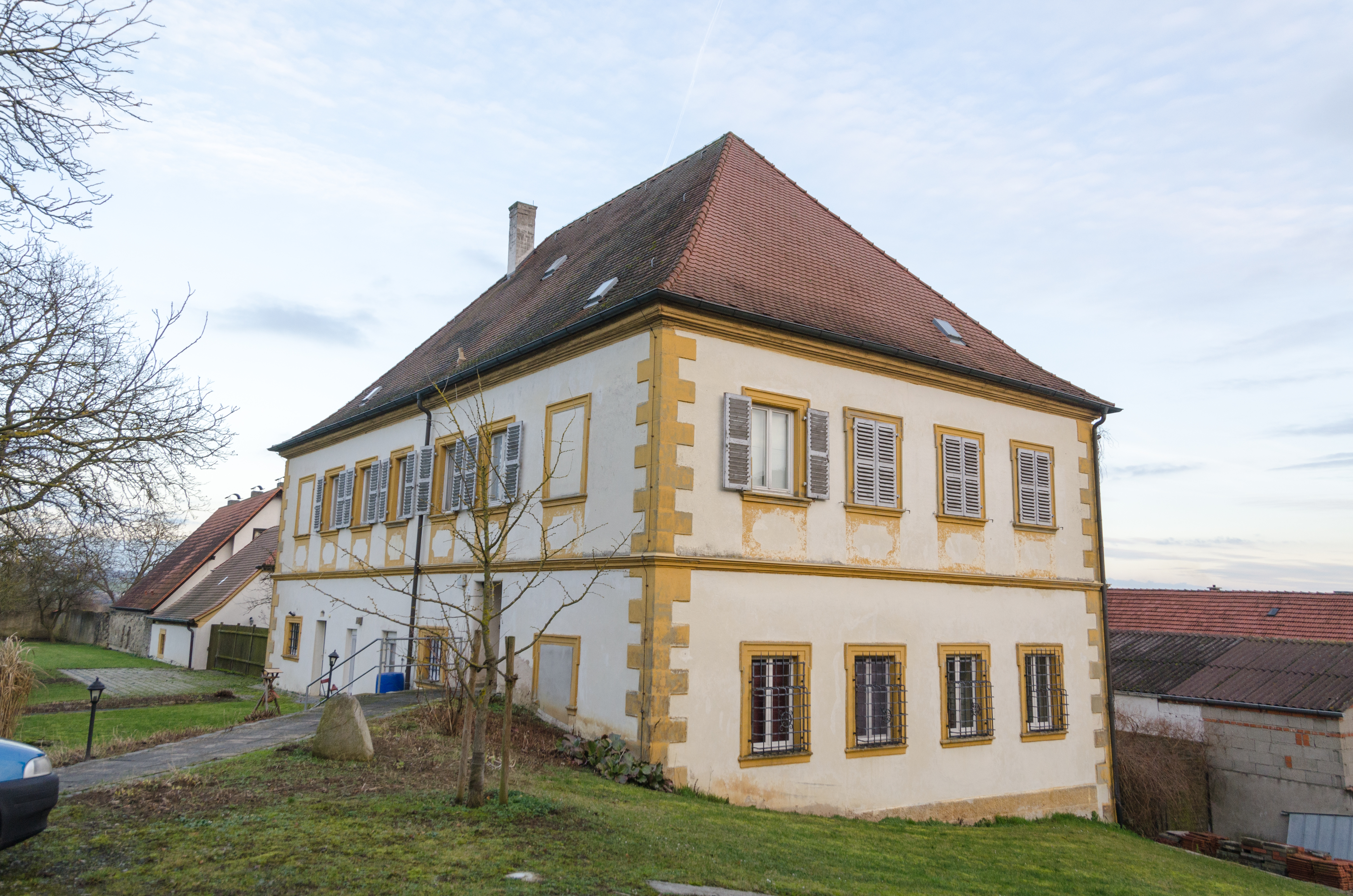
Ehemaliger Amtshof des Klosters Ebrach

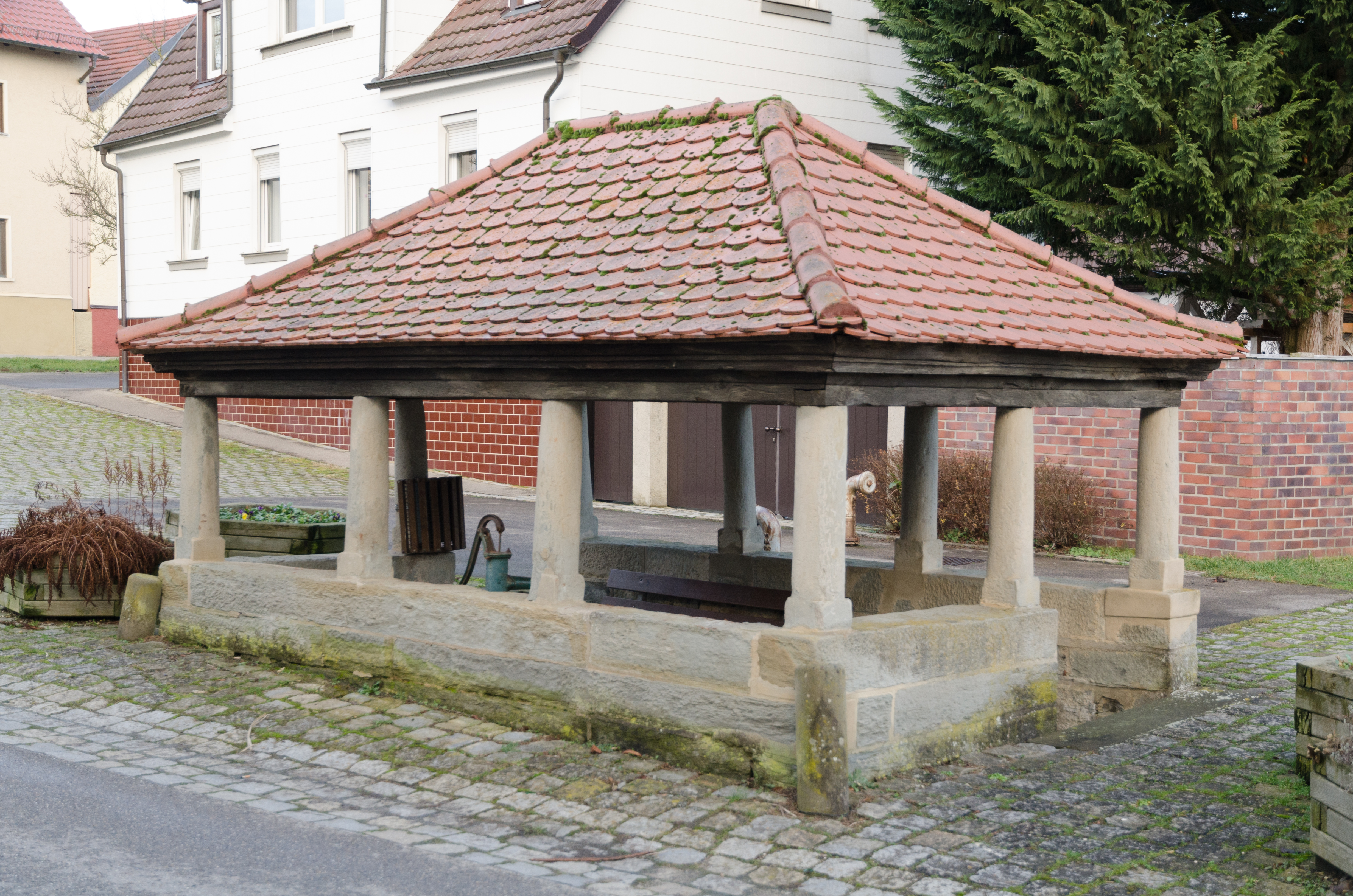
Brunnenstube des Gemeindebrunnens

Den Mittelpunkt des Dorfes bildet die katholische Pfarrkirche St. Bonifatius. Sie entstand bereits im Mittelalter und erhielt ihr heutiges Aussehen im Laufe der Jahrhunderte: Um 1500 stockte man den Turm auf, unter dem Ebracher Abt Wilhelm I. Sölner wurde zwischen 1730 und 1731 das barocke Langhaus gebaut. Letztmals erweiterte man das Gotteshaus 1965. Im Inneren überwiegen die Ausstattungsstücke des 18. Jahrhunderts. Aus den 1730er Jahren sind die Seitenaltäre, klassizistisch wirkt der Hochaltar von 1785. Eine Pietà kam 1470 in die Kirche.
Das ehemalige Amtshaus, heute vom örtlichen Pfarrer bewohnt, entstand unter dem Ebracher Abt Paulus II. Baumann in den Jahren um 1710. Außerdem hat sich ein Nebengebäude des Amtshofes erhalten. Als katholisches Pfarrdorf in Franken ist Weyer außerdem von den vielen Bildstöcken und Kleindenkmälern geprägt, die überall in der Gemarkung aufgestellt wurden. 1623 entstand das älteste dieser Denkmäler. Ein überdachter Dorfbrunnen in der Ortsmitte wurde in seiner heutigen Gestalt im Jahr 1840 errichtet.